# Новоалександровское сельское поселение (Ростовская область)
Новоалександровское сельское поселение — муниципальное образование в Азовском районе Ростовской области.
Административный центр поселения — хутор Новоалександровка.

## Административное устройство
В состав Новоалександровского сельского поселения входят:
- хутор Новоалександровка,
- село Высочино,
- хутор Мило-Яковлевка,
- хутор Павловка,
- хутор Петровка,
- село Платоно-Петровка.

## Население
| 2010  | 2012  | 2013  | 2014  | 2015  | 2016  | 2017  |
| ----- | ----- | ----- | ----- | ----- | ----- | ----- |
| 4206  | ↗4325 | ↗4504 | ↗4731 | ↗4832 | ↗4963 | ↗5006 |
| 2018  | 2019  | 2020  | 2021  |       |       |       |
| ↗5051 | ↗5079 | ↗5244 | ↗5300 |       |       |       |